# Понцио, Фламинио
Фламинио Понцио (итал. Flaminio Ponzio; 1561, Виджу, Ломбардия — 1613, Рим) — итальянский придворный архитектор папы римского Павла V. Представитель маньеризма.
Понцио родился в Ломбардии, в маленьком городке недалеко от Варезе, в семье школьного учителя Джованни Антонио Понцио, который стал двоюродным братом архитектора Мартино Лонги Старшего после женитьбы на Элизабетте Буцци, дочери брата Мартино. Таким образом, Фламинио был троюродным братом Мартино Лонги, и нет сомнений в том, что с деятельностью Мартино Лонги было связан переезд Фламинио Понцио в Рим в 1585 году. Он прибыл туда в молодом возрасте и некоторое время работал с Доменико Фонтана.
В его первых архитектурных работах в Риме: в базилике Сан-Себастьяно-фуори-ле-Мура (1609), в оратории церкви Сан-Грегорио аль-Челио видят влияние Микеланджело. Одним из наиболее важных произведений, созданных Понцио, является Капелла Паолина — капелла папы Павла V, происходившего из семейства Боргезе — в базилике Санта-Мария-Маджоре, строительство которой было ему поручено Павлом V 9 августа 1605 года вскоре после его избрания на папский престол (16 мая 1605 года). Её план идентичен плану расположенной напротив капеллы Сикста V работы Доменико Фонтана. Капелла была построена для размещения знаменитой иконы Мадонны: «Спасение римского народа» (Salus Populi Romani) и с расчётом на захоронение самого папы.
Фламинио Понцио оформлял капеллу Альтемпс в церкви Санта-Мария-ин-Трастевере (1585—1589, вместе с Мартино Лонги Старшим) и одновременно Палаццо Альтемпс, капеллу Колонна в церкви Сан-Джованни-ин-Латерано (1597—1605), капеллу Наро в церкви Санта-Мария-сопра-Минерва (1588—1602), капеллу Ручеллаи в базилике Сант-Андреа-делла-Валле (1603—1605) и многое другое. Около 1608 года Понцио вместе с Джованни Вазанцио начал строительство главного здания на Вилле Боргезе, а также Палаццо Боргезе в Риме. В качестве консультанта Объединения римских ювелиров (dell’Università degli Orefici) Фламинио Понцио проводил работы по реставрации церкви Сант-Элиджо-дельи-Орефичи в Риме (1603—1604 и 1612). Между 1602 и 1605 годами он занимался перестройками Квиринальского дворца.
Он создал замечательный проект фонтана Аква-Паола на Яникульском холме. В 1611 году он выполнил несколько проектов для дворца Палаццо Паллавичини-Роспильози, которые помешала завершить его смерть, и которые позднее были выполнены Джованни Вазанцио.
Фламинио Понцио считают приверженцем античной классики, но в его работах очевидны тенденции маньеризма и начала стиля барокко: архитектор часто использовал сдвоенные колонны, раскрепованные антаблементы фасадов, двухэтажные лоджии, придавая экспрессивность классицистическим формам. Но он успел сделать немного. Фламинио Понцио скончался преждевременно в Риме в 1613 году в возрасте 52 лет.

## Основные работы
- Капелла Паолина папской базилики Санта-Мария-Маджоре, называемая также «Капеллой Боргезе», поскольку построена по заказу папы Павла V из семейства Боргезе. 1605—1608.
- Главное здание на Вилле Боргезе. 1608—1609.
- Фасад Палаццо Боргезе в Риме. 1605—1607.
- Капеллы св. Варвары и св. Сильвии на холме Целий близ Сан-Грегорио-Маньо. 1608.
- Новый Акведук Траяна на римском холме Яникул и Фонтан Аква-Паола. 1610—1612.
- Реставрация и постройка новых куполов церкви Сант-Элиджо-дельи-Орефичи в Риме. 1603—1604 и 1612.
- Перестройка Квиринальского дворца. 1602—1605.
- Вилла Торлония во Фраскати.

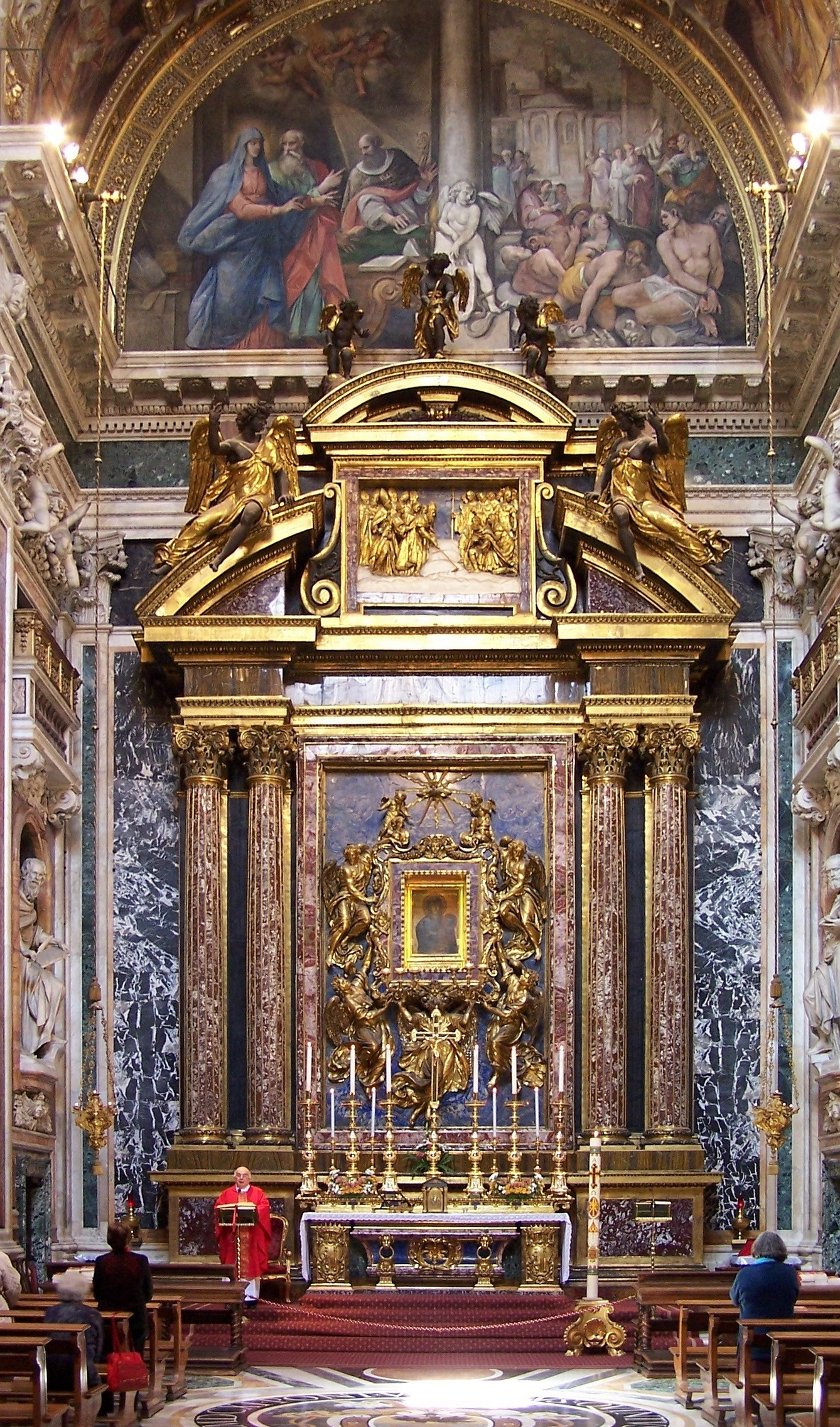
Капелла Паолина. Базилика Санта-Мария-Маджоре. 1605—1608
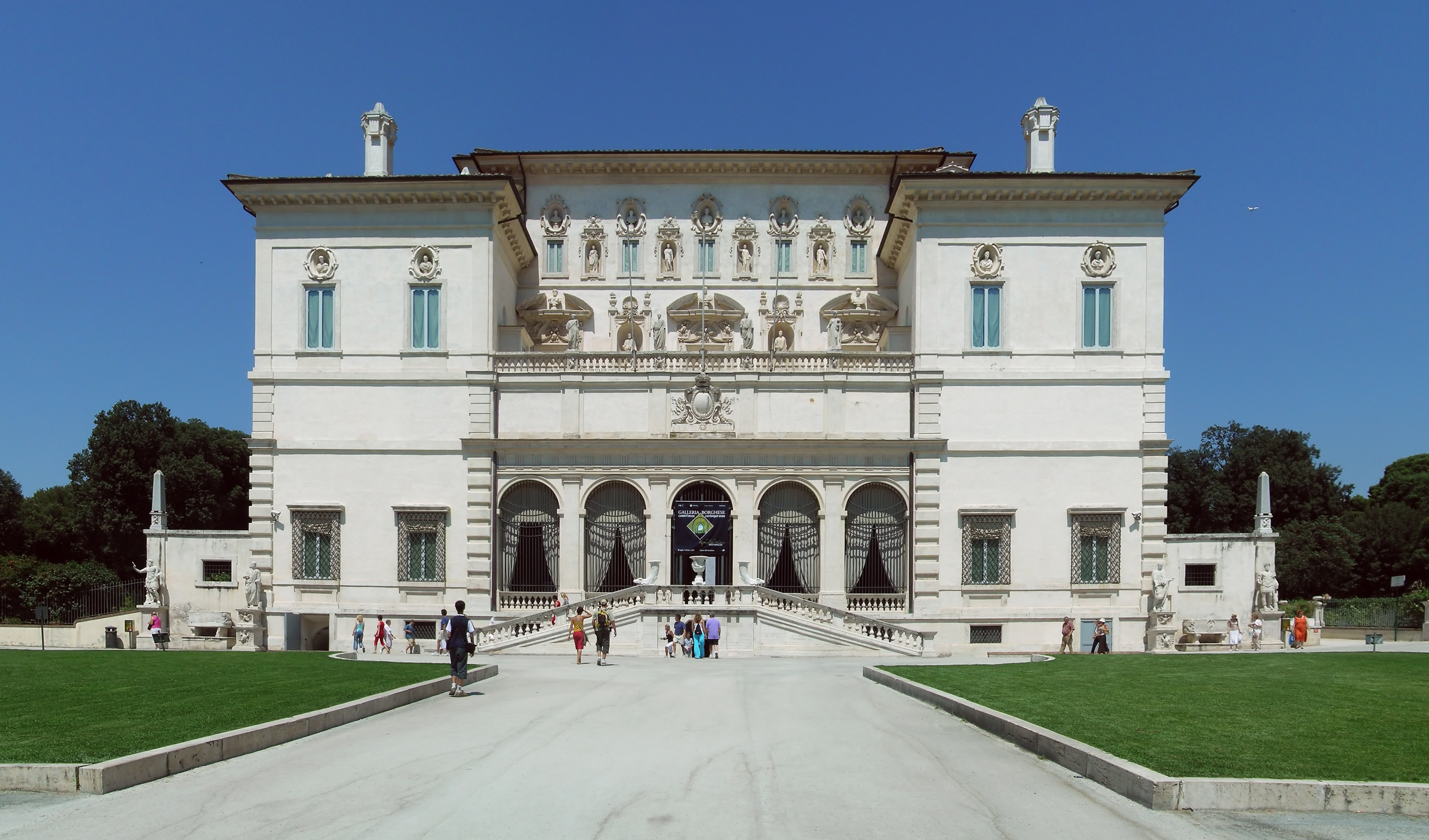
Галерея Боргезе. 1608—1609
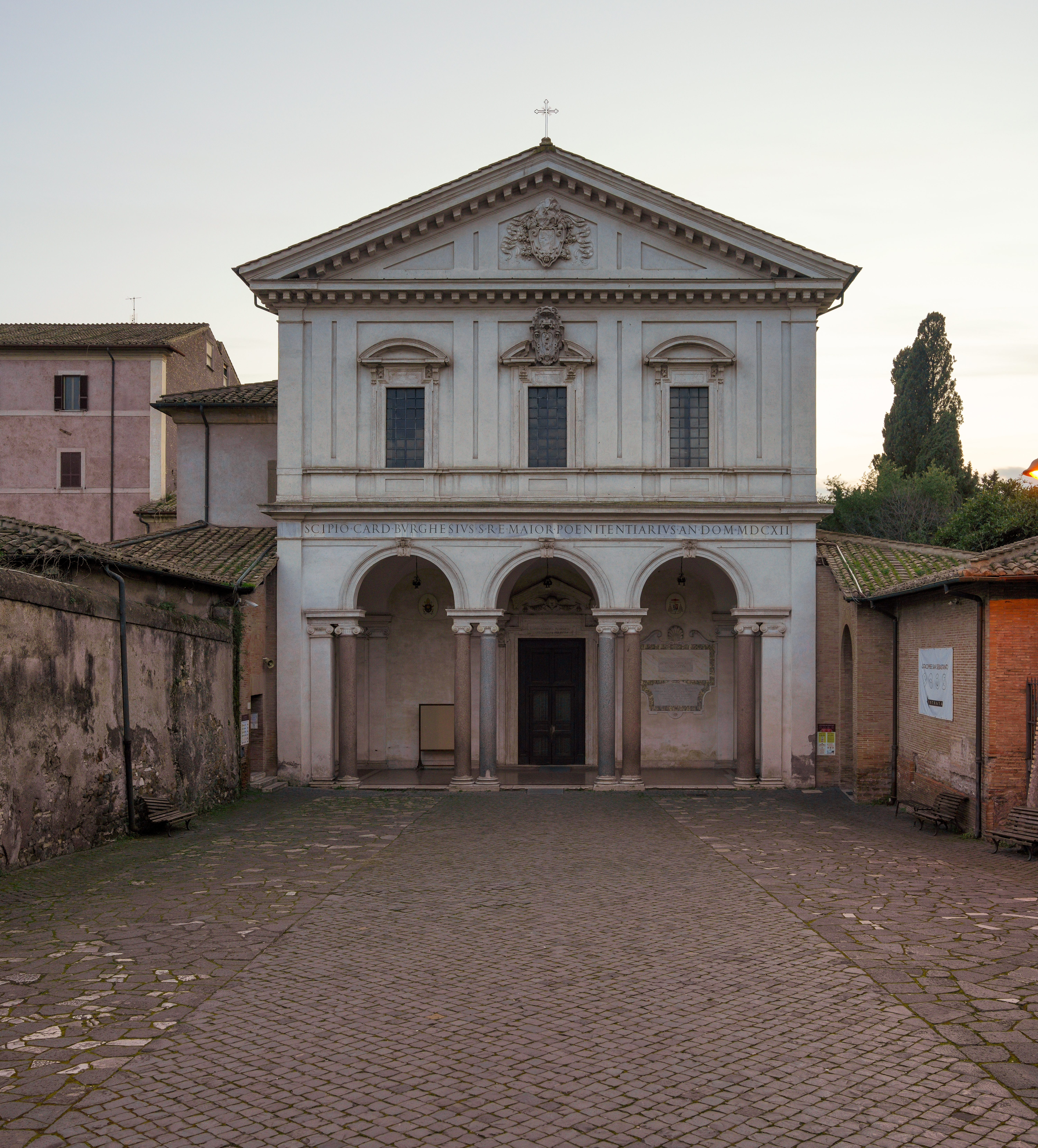
Фасад базилики Сан-Себастьяно-фуори-ле-Мура. 1609
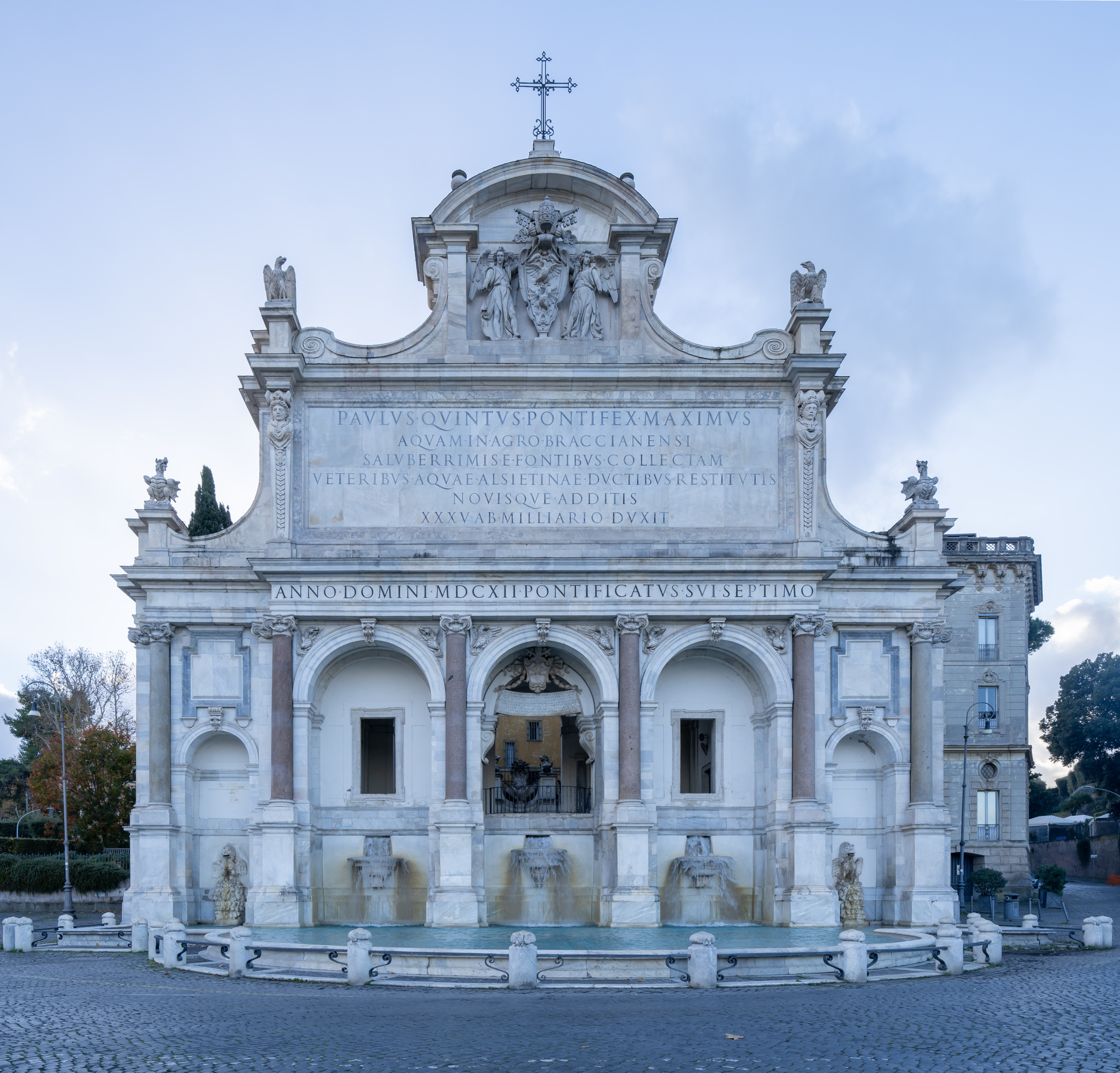
Фонтан Аква-Паола. 1610—1612